# Bû
Pour les articles homonymes, voir BU.
Bû est une commune française située dans le département d'Eure-et-Loir en région Centre-Val de Loire.
Les habitants sont les Buxois.

## Géographie

### Situation
Bû se situe dans le nord de la région Centre-Val de Loire, à la limite des régions Normandie et Île-de-France. Elle est plus proche de Paris que de sa capitale régionale Orléans.
Elle se trouve dans la région naturelle et agricole du Drouais.

Situation géographique
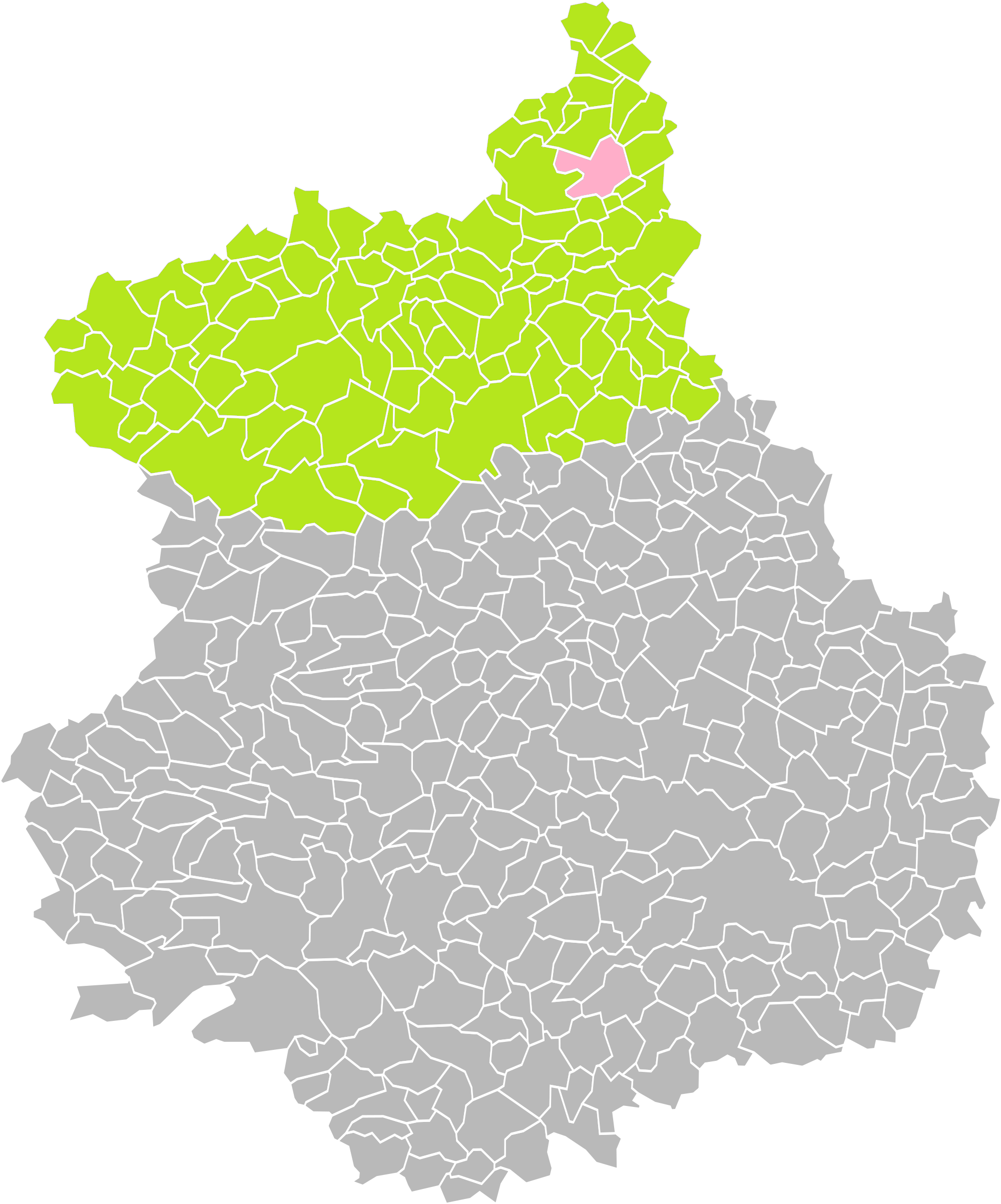
Bû dans son arrondissement.
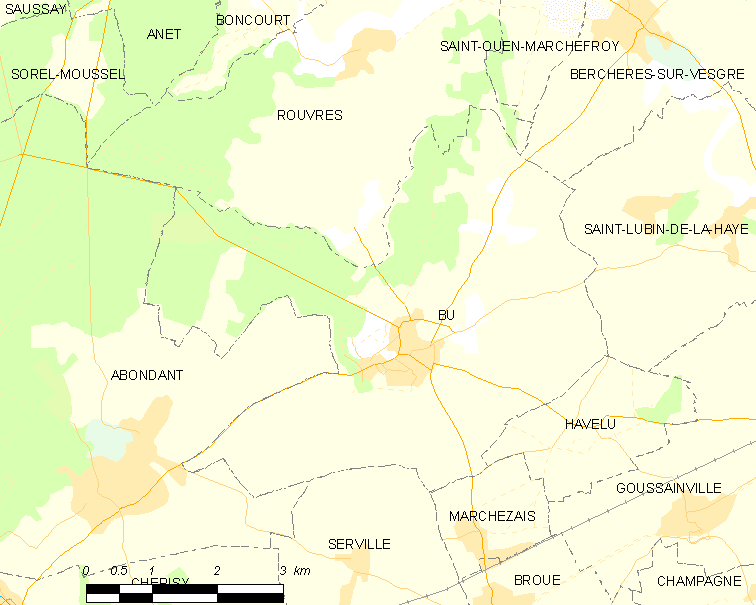
Carte de la commune de Bû.

### Communes limitrophes
| Rouvres  | Rouvres  | Berchères-sur-Vesgre   |
| Abondant | Bû       | Saint-Lubin-de-la-Haye |
| Abondant | Serville | Havelu                 |

### Climat
Le climat qui caractérise la commune est qualifié, en 2010, de « climat océanique dégradé des plaines du Centre et du Nord », selon la typologie des climats de la France qui compte alors huit grands types de climats en métropole. En 2020, la commune ressort du type « climat océanique altéré » dans la classification établie par Météo-France, qui ne compte désormais, en première approche, que cinq grands types de climats en métropole. Il s’agit d’une zone de transition entre le climat océanique, le climat de montagne et le climat semi-continental. Les écarts de température entre hiver et été augmentent avec l'éloignement de la mer. La pluviométrie est plus faible qu'en bord de mer, sauf aux abords des reliefs.
Les paramètres climatiques qui ont permis d’établir la typologie de 2010 comportent six variables pour les températures et huit pour les précipitations, dont les valeurs correspondent aux données mensuelles sur la normale 1971-2000. Les sept principales variables caractérisant la commune sont présentées dans l'encadré ci-après.
| Paramètres climatiques communaux sur la période 1971-2000 - Moyenne annuelle de température : 10,5 °C - Nombre de jours avec une température inférieure à −5 °C : 3,1 j - Nombre de jours avec une température supérieure à 30 °C : 3,8 j - Amplitude thermique annuelle : 14,7 °C - Cumuls annuels de précipitation : 645 mm - Nombre de jours de précipitation en janvier : 11 j - Nombre de jours de précipitation en juillet : 8 j |

Avec le changement climatique, ces variables ont évolué. Une étude réalisée en 2014 par la Direction générale de l'Énergie et du Climat complétée par des études régionales prévoit en effet que la  température moyenne devrait croître et la pluviométrie moyenne baisser, avec toutefois de fortes variations régionales. La station météorologique de Météo-France installée sur la commune et mise en service en 1996 permet de connaître l'évolution des indicateurs météorologiques. Le tableau détaillé pour la période 1981-2010 est présenté ci-après.
| Mois                                  | jan.           | fév.           | mars           | avril         | mai           | juin          | jui.          | août           | sep.         | oct.            | nov.          | déc.             | année      |
| ------------------------------------- | -------------- | -------------- | -------------- | ------------- | ------------- | ------------- | ------------- | -------------- | ------------ | --------------- | ------------- | ---------------- | ---------- |
| Température minimale moyenne (°C)     | 1,2            | 1,7            | 3,1            | 4,7           | 8,3           | 10,9          | 12,9          | 13             | 10,3         | 7,8             | 4,2           | 1,4              | 6,7        |
| Température moyenne (°C)              | 3,8            | 5              | 7,4            | 10            | 13,7          | 16,7          | 18,7          | 18,9           | 15,8         | 11,9            | 7,2           | 3,9              | 11,1       |
| Température maximale moyenne (°C)     | 6,4            | 8,3            | 11,7           | 15,2          | 19            | 22,6          | 24,6          | 24,8           | 21,3         | 16              | 10,2          | 6,4              | 15,6       |
| Record de froid (°C) date du record   | −14,9 08.01.10 | −13,9 12.02.12 | −11,6 13.03.13 | −4,9 06.04.21 | −1,3 06.05.19 | 1,1 01.06.06  | 5,8 21.07.12  | 3,9 28.08.1998 | 0,6 30.09.18 | −5,1 30.10.1997 | −9,8 30.11.10 | −10,2 29.12.1996 | −14,9 2010 |
| Record de chaleur (°C) date du record | 15,3 27.01.03  | 19,9 27.02.19  | 24,3 31.03.21  | 27,9 21.04.18 | 30,6 27.05.05 | 37,7 27.06.11 | 41,4 25.07.19 | 39,1 10.08.03  | 34 15.09.20  | 28,6 01.10.11   | 20,8 07.11.15 | 15,9 07.12.00    | 41,4 2019  |
| Précipitations (mm)                   | 49,9           | 43,9           | 47             | 47,3          | 51            | 48,9          | 61,1          | 49,4           | 39,1         | 68,5            | 60,4          | 69,1             | 635,6      |

## Urbanisme

### Typologie
Au 1er janvier 2024, Bû est catégorisée bourg rural, selon la nouvelle grille communale de densité à 7 niveaux définie par l'Insee en 2022.
Elle est située hors unité urbaine. Par ailleurs la commune fait partie de l'aire d'attraction de Paris, dont elle est une commune de la couronne,. 

### Occupation des sols
L'occupation des sols de la commune, telle qu'elle ressort de la base de données européenne d’occupation biophysique des sols Corine Land Cover (CLC), est marquée par l'importance des territoires agricoles (68,9 % en 2018), une proportion sensiblement équivalente à celle de 1990 (69,3 %). La répartition détaillée en 2018 est la suivante : 
terres arables (64,6 %), forêts (27,3 %), zones agricoles hétérogènes (4,3 %), zones urbanisées (3,8 %). L'évolution de l’occupation des sols de la commune et de ses infrastructures peut être observée sur les différentes représentations cartographiques du territoire : la carte de Cassini (XVIIIe siècle), la carte d'état-major (1820-1866) et les cartes ou photos aériennes de l'IGN pour la période actuelle (1950 à aujourd'hui).

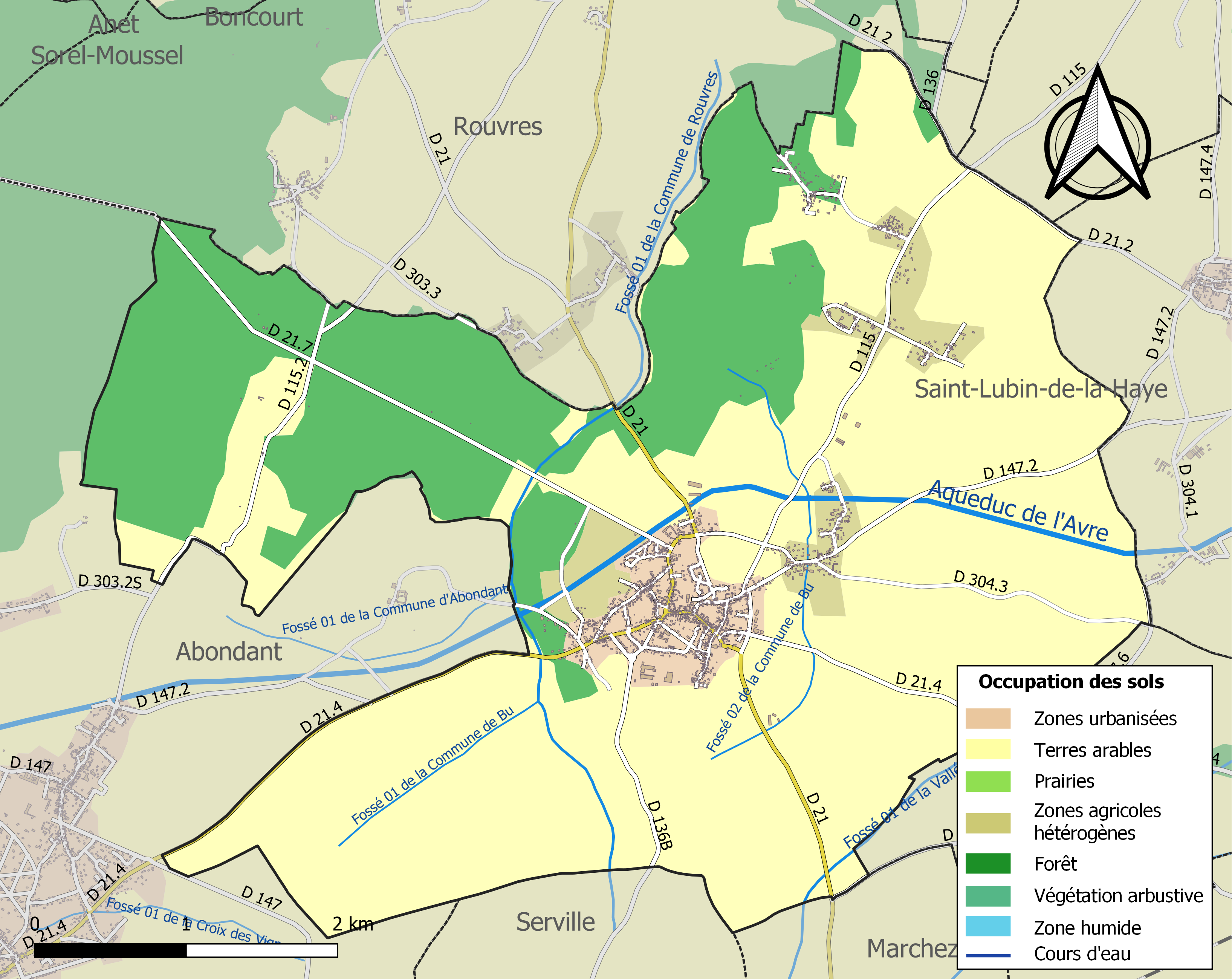
Carte des infrastructures et de l'occupation des sols de la commune en 2018 (CLC).

### Risques majeurs
Le territoire de la commune de Bû est vulnérable à différents aléas naturels : météorologiques (tempête, orage, neige, grand froid, canicule ou sécheresse), inondations, mouvements de terrains et séisme (sismicité très faible). Il est également exposé à un risque technologique, le transport de matières dangereuses. Un site publié par le BRGM permet d'évaluer simplement et rapidement les risques d'un bien localisé soit par son adresse soit par le numéro de sa parcelle.

#### Risques naturels
Certaines parties du territoire communal sont susceptibles d’être affectées par le risque d’inondation par débordement de cours d'eau, notamment l'Aqueduc de l'Avre. La commune a été reconnue en état de catastrophe naturelle au titre des dommages causés par les inondations et coulées de boue survenues en 1999, 2000 et 2016,.

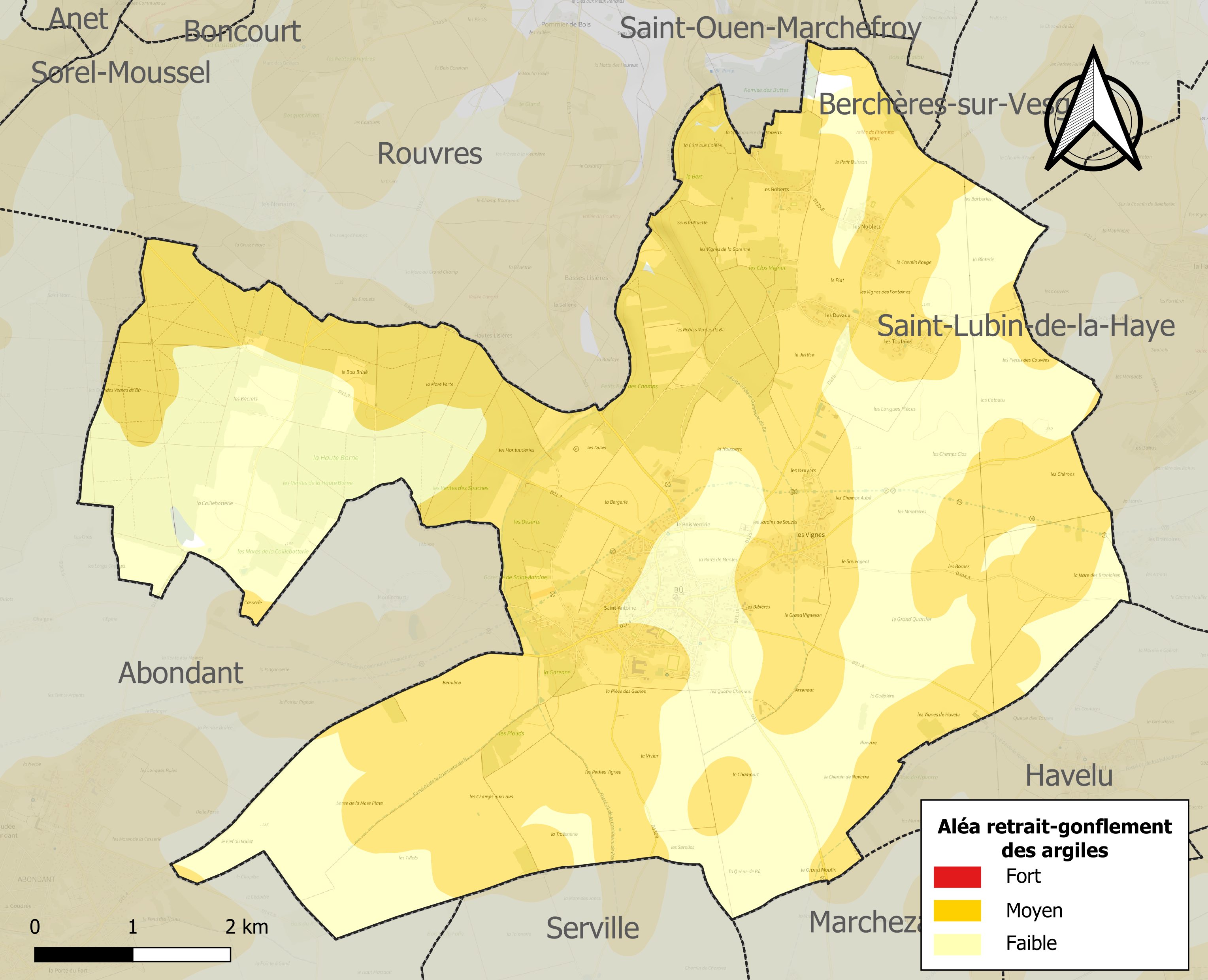
Carte des zones d'aléa retrait-gonflement des sols argileux de Bû.

Les mouvements de terrains susceptibles de se produire sur la commune sont des mouvements de sols liés à la présence d'argile, des affaissements et effondrements liés aux cavités souterraines (hors mines) et des effondrements généralisés. L'inventaire national des cavités souterraines permet de localiser celles situées sur la commune.
Le retrait-gonflement des sols argileux est susceptible d'engendrer des dommages importants aux bâtiments en cas d’alternance de périodes de sécheresse et de pluie. 61 % de la superficie communale est en aléa moyen ou fort (52,8 % au niveau départemental et 48,5 % au niveau national). Sur les 875 bâtiments dénombrés sur la commune en 2019, 508 sont en aléa moyen ou fort, soit 58 %, à comparer aux 70 % au niveau départemental et 54 % au niveau national. Une cartographie de l'exposition du territoire national au retrait gonflement des sols argileux est disponible sur le site du BRGM,.
Concernant les mouvements de terrains, la commune a été reconnue en état de catastrophe naturelle au titre des dommages causés par la sécheresse en 1989 et 1995 et par des mouvements de terrain en 1999.

#### Risques technologiques
Le risque de transport de matières dangereuses sur la commune est lié à sa traversée par des infrastructures routières ou ferroviaires importantes ou la présence d'une canalisation de transport d'hydrocarbures. Un accident se produisant sur de telles infrastructures est en effet susceptible d’avoir des effets graves au bâti ou aux personnes jusqu’à 350 m, selon la nature du matériau transporté. Des dispositions d’urbanisme peuvent être préconisées en conséquence.

## Toponymie
Beutum, vers 1186 (Archives départementales d'Eure-et-Loir-H, Abbaye de Coulombs) ; Bu, vers 1190 Archives départementales d'Eure-et-Loir-Livre journal de l’église de Broué) ; Beu, août 1386 (Archives nationales-JJ 129, no 129, fol. 82) ; Sur le chemin entre Faveroles et Bu, novembre 1388 (Archives nationales.-JJ 133, no 216, fol. 123) ; Bû, avril 1393 (Archives nationales.-JJ 148, no 14, fol. 8) ; Bu, novembre 1402 (Archives nationales.-JJ 157, no 235, fol. 144 v°) ; Bû, février 1495 (Archives nationales.-JJ 226B, no 1177, fol. 222) ; Bu ; XVIIIe siècle (Carte de Cassini).
Beutum semble venir de l'abréviation du bas latin Beucum ou Beutum, nom sous lequel cette commune est citée vers 1186. Substantif d’origine germanique, bur = résidence ; ou français buc, but, bu = tronc d’arbre (FEW, XV(2), 3a).

## Histoire

### Les Gaulois
La tribu gauloise des Durocasses est installée dans la région vers 500 av. J.-C. Le peuple des Carnutes lui céda une partie de son territoire. Contrairement aux Carnutes qui résistèrent longtemps à la domination romaine, les Durocasses se montrèrent davantage conciliants avec l'occupant (références ?).

### L'époque gallo-romaine
De cette époque de « paix » reste le sanctuaire du Bois des Fours à Chaux occupé entre le Ier et le IVe siècle de notre ère. C'est une construction orientée d'est en ouest, longue de trente mètres et large de vingt. On peut penser que ce sanctuaire était enclos d'une vaste enceinte qui répondait au souci de matérialiser le domaine sacré du dieu ou de la déesse. Le site est classé monument historique depuis fin 1986. Un second temple semi-circulaire, repéré par des photos aériennes existerait en contrebas du premier.

### Le Moyen Âge
Le christianisme s'installe petit à petit, puis arrive la période des grandes invasions, qui ravagent le pays. Pendant ces moments difficiles, on sait que les moines de Jumièges possédèrent un vignoble à Bû en 632.
C'est vraisemblablement au début du Moyen Âge que le village s'est réellement créé. Au début du XIIe siècle, les moines buxois étaient seuls administrateurs.
En 1145, le seigneur de Dreux, Robert (fils de Louis VI le Gros et frère du roi Louis VII)  fit construire un fort à Bû. Celui-ci faisait partie d'une seconde ligne de défense contre l'envahisseur normand. La construction de cet édifice démarra vers 1158 et dura environ quarante ans.

### La séparation de Bû
Les religieux de Bû s'indignèrent de cette intrusion du comte de Dreux dans leur fief et s'en plaignirent au pape. Celui-ci confia l'arbitrage de cette querelle à l'évêque de Chartres qui procéda à la séparation de Bû en deux paroisses. Beu-le-Chastel a assez vite disparu, mais Beu-la-Vieuville se retrouve plus tardivement dans certains écrits.

### Les protestants à Bû
Les guerres de religion ont certainement sévi à Bû comme ailleurs. La plus sanglante bataille de la région eut lieu près de Dreux, entre Nuisement et Marville-Moutiers-Brûlé, le 19 décembre 1562. En 1585, les protestants de Bû durent abjurer ou quitter le royaume dans les plus brefs délais.
Entre 1598 et 1685, les cultes se pratiquaient à Blainville, hameau de Marville-Moutiers-Brûlé puis à Fontaine-sous-Prémont, hameau d'Ouerre.
En novembre 1685, puis de novembre 1685 à juillet 1686, 54 huguenots de Bû abjureront en l'église Saint-Pierre de Dreux et en l'église d'Abondant. En 1812, le nombre de protestants à Bû était de 76, contre 57 en 1851. Vers 1900, leur nombre tombera à une quinzaine, ce qui entraînera la désaffectation du temple après la Première Guerre mondiale. Il a été transformé en maison individuelle.

### Époque contemporaine

#### XXesiècle
Entre le 29 janvier 1939 et le 8 février, plus de 2 000 réfugiés espagnols fuyant l'effondrement de la république espagnole devant les troupes de Franco, arrivent en Eure-et-Loir. Devant l'insuffisance des structures d'accueil (le camp de Lucé et la prison de Châteaudun rouverte pour l’occasion), 53 villages sont mis à contribution, dont Bû. Les réfugiés, essentiellement des femmes et des enfants (les hommes sont désarmés et retenus dans le sud de la France), sont soumis à une quarantaine stricte, vaccinés, le courrier est limité, le ravitaillement, s'il est peu varié et cuisiné à la française, est cependant assuré. Une partie des réfugiés rentrent en Espagne, incités par le gouvernement français qui facilite les conditions du retour, mais en décembre, 922 ont préféré rester et sont rassemblés à Dreux et Lucé.

## Politique et administration

### Liste des maires
| Période                                  | Période  | Identité           | Étiquette | Qualité                                         |
| ---------------------------------------- | -------- | ------------------ | --------- | ----------------------------------------------- |
| Les données manquantes sont à compléter. |          |                    |           |                                                 |
| 1975                                     | 1977     | Mme Chardin        |           |                                                 |
| 1977                                     | 1983     | Louis Bernasconi   |           |                                                 |
| 1983                                     | 1989     | Jean-Pierre Lesage | PS        |                                                 |
| 1989                                     | 2001     | Jacques Fleury     | RPR       |                                                 |
| 2001                                     | 2014     | Évelyne Lefebvre   | UMP-LR    | Conseillère générale d'Eure-et-Loir depuis 2014 |
| mars 2014                                | En cours | Pierre Sanier,     |           | Cadre de la fonction publique                   |

## Population et société

### Démographie
| 1793  | 1800  | 1806  | 1821  | 1831  | 1836  | 1841  | 1846  | 1851  |
| ----- | ----- | ----- | ----- | ----- | ----- | ----- | ----- | ----- |
| 1 395 | 1 412 | 1 511 | 1 549 | 1 550 | 1 578 | 1 519 | 1 505 | 1 467 |

| 1856  | 1861  | 1866  | 1872  | 1876  | 1881  | 1886  | 1891 | 1896 |
| ----- | ----- | ----- | ----- | ----- | ----- | ----- | ---- | ---- |
| 1 383 | 1 311 | 1 286 | 1 210 | 1 160 | 1 076 | 1 024 | 997  | 914  |

| 1901 | 1906 | 1911 | 1921 | 1926 | 1931 | 1936 | 1946 | 1954 |
| ---- | ---- | ---- | ---- | ---- | ---- | ---- | ---- | ---- |
| 873  | 855  | 830  | 835  | 797  | 805  | 773  | 760  | 731  |

| 1962 | 1968 | 1975 | 1982  | 1990  | 1999  | 2004  | 2006  | 2009  |
| ---- | ---- | ---- | ----- | ----- | ----- | ----- | ----- | ----- |
| 696  | 778  | 861  | 1 062 | 1 419 | 1 689 | 1 771 | 1 809 | 1 831 |

| 2014  | 2019  | 2022  | - | - | - | - | - | - |
| ----- | ----- | ----- | - | - | - | - | - | - |
| 1 908 | 2 007 | 2 093 | - | - | - | - | - | - |

## Culture locale et patrimoine

### Lieux et monuments

#### Église Notre-Dame
L'église de style roman, très ancienne, de nombreuses fois remaniée, avec une verrière remarquable occupant toutes les ouvertures. Elle est classée monument historique depuis 1963.

L'église Notre-Dame.
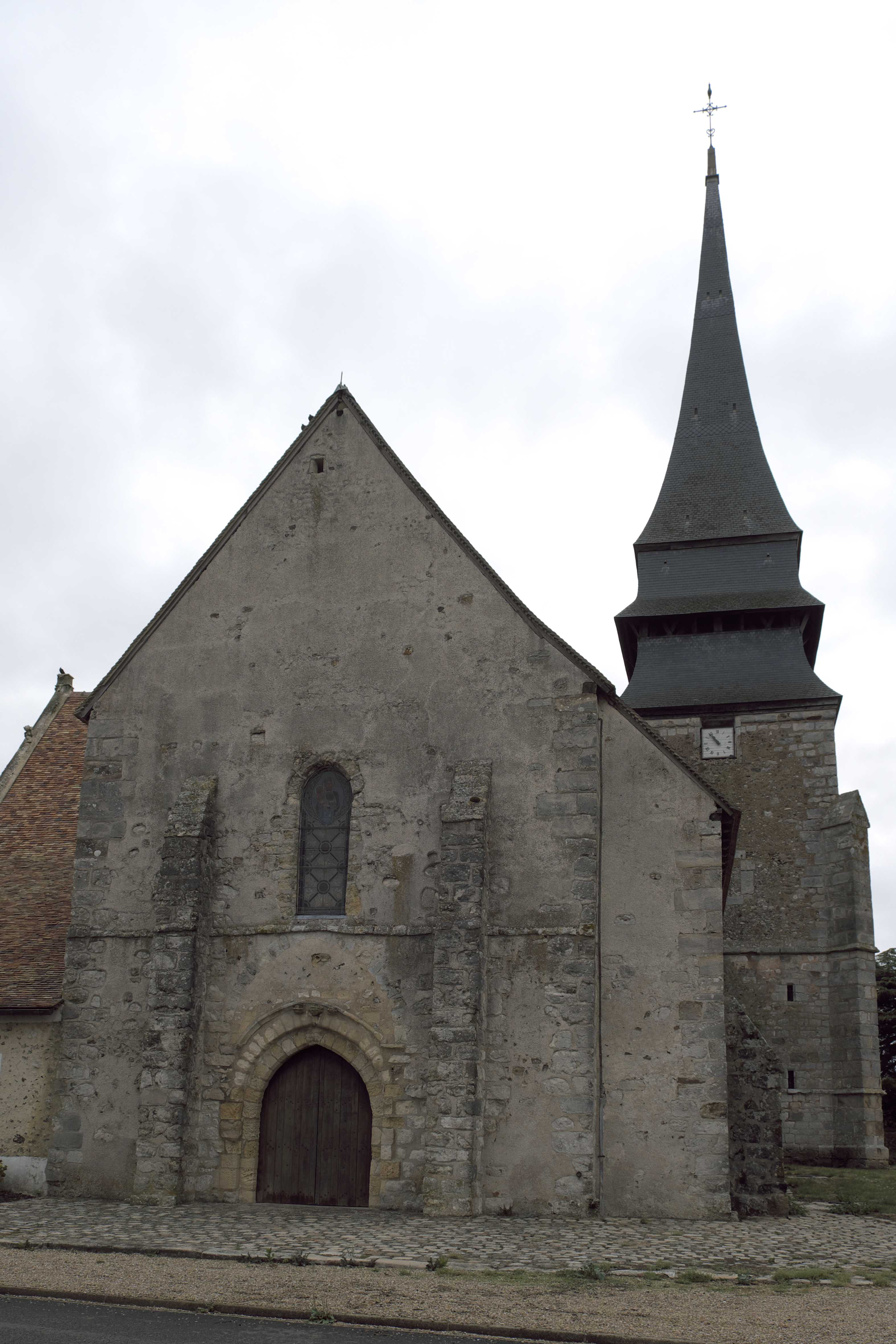
Façade ouest et clocher.
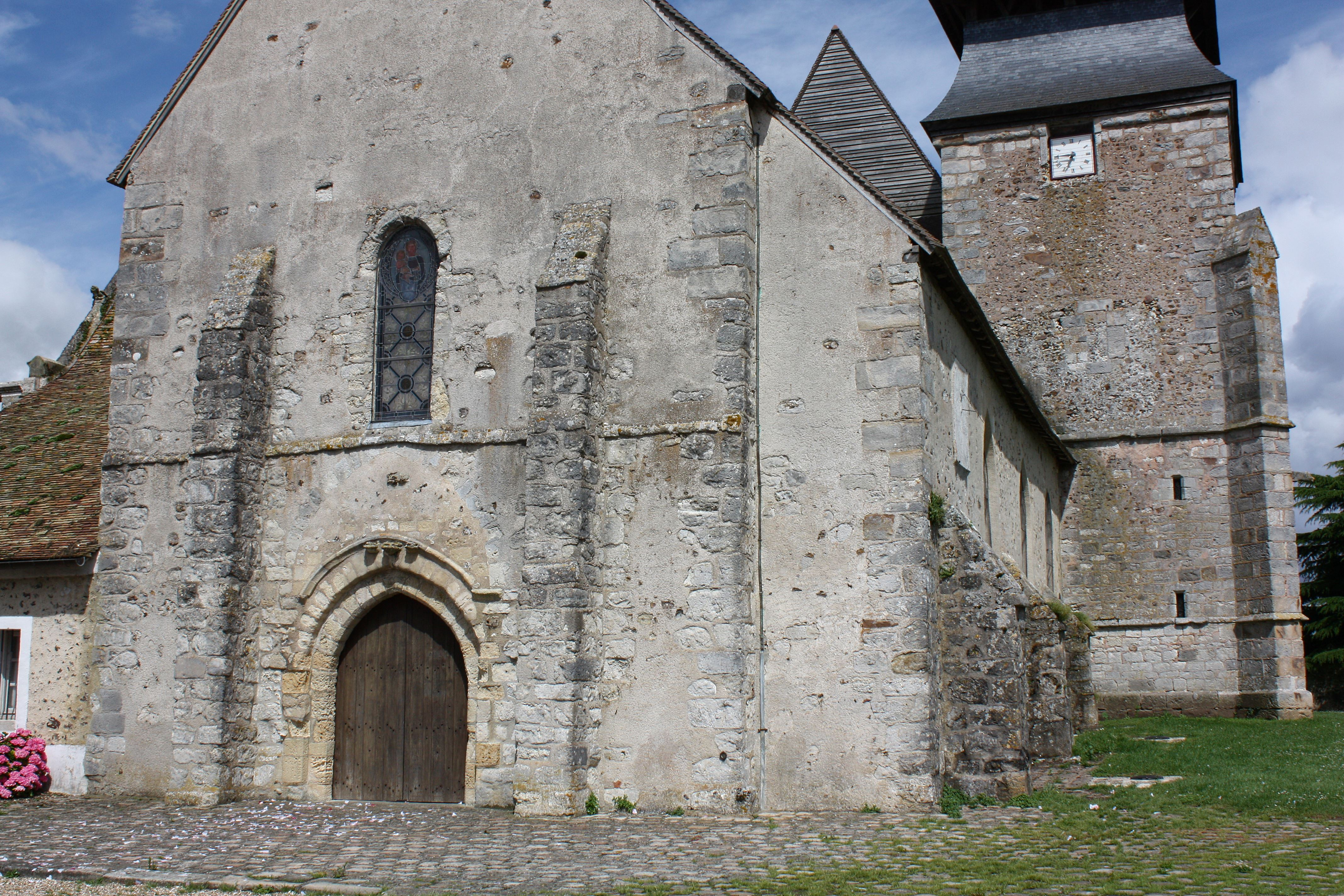
Façade XIIIe siècle.

Vitraux de l'église Notre-Dame.
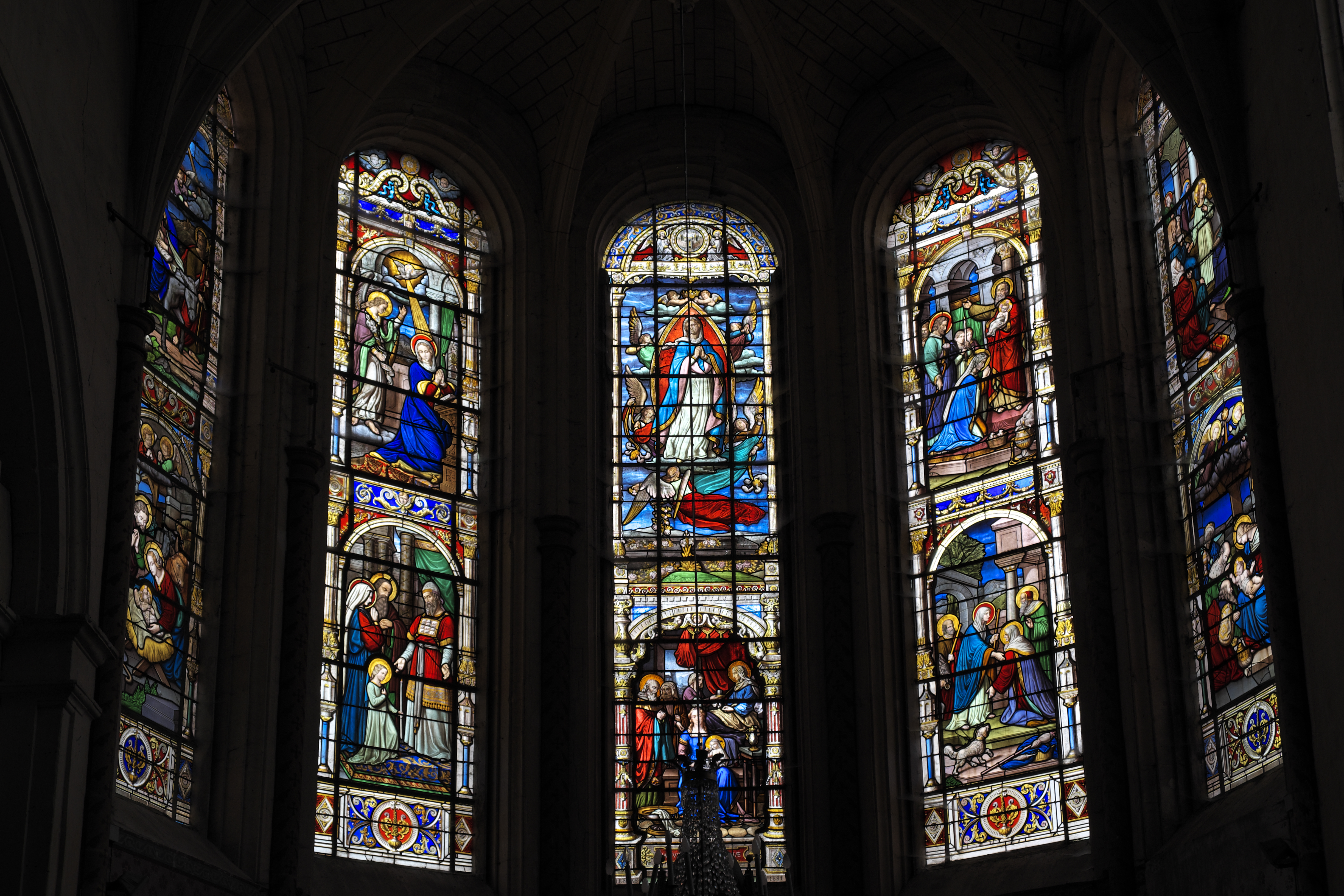
Abside.
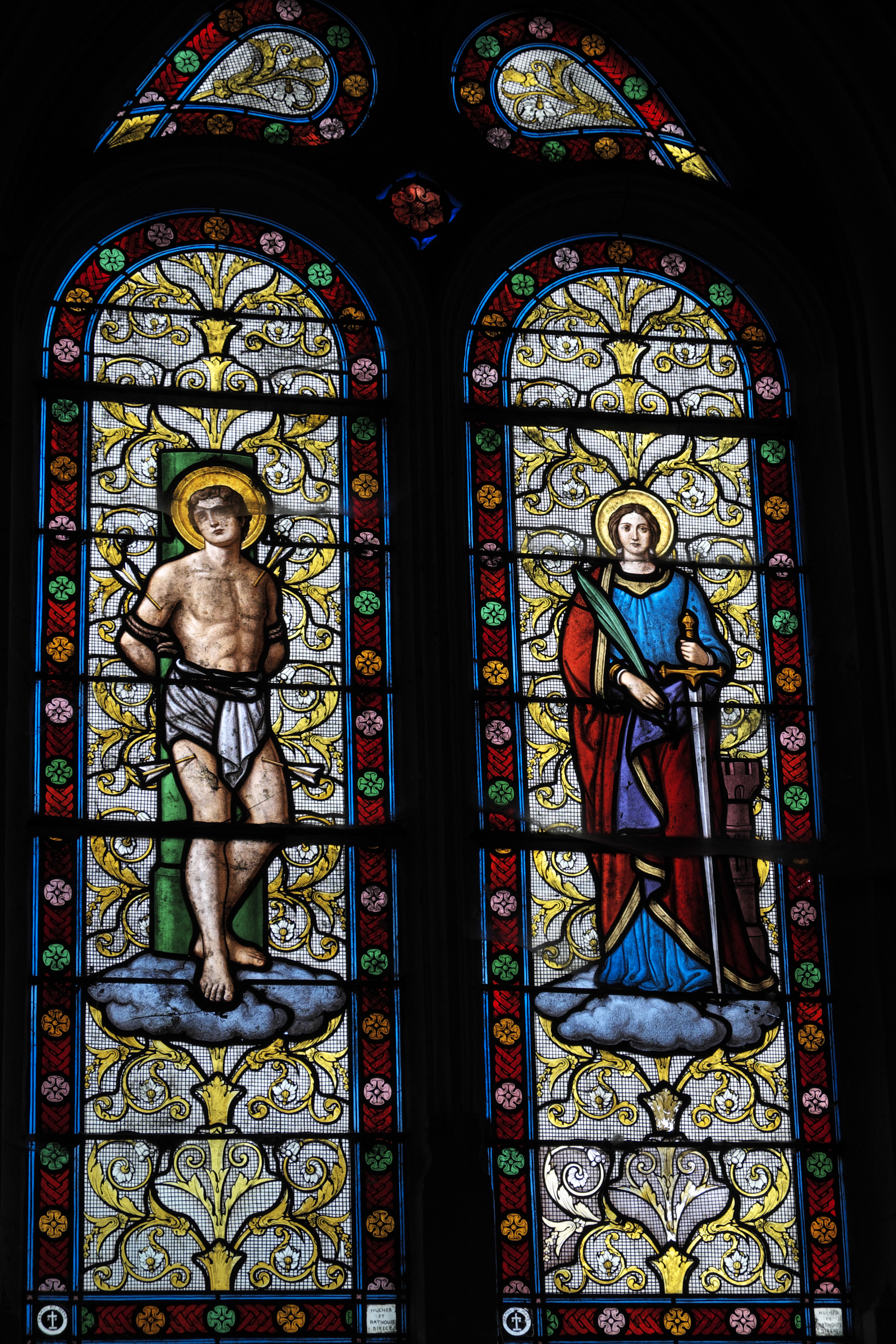
Saint Sébastien, sainte Barbe.
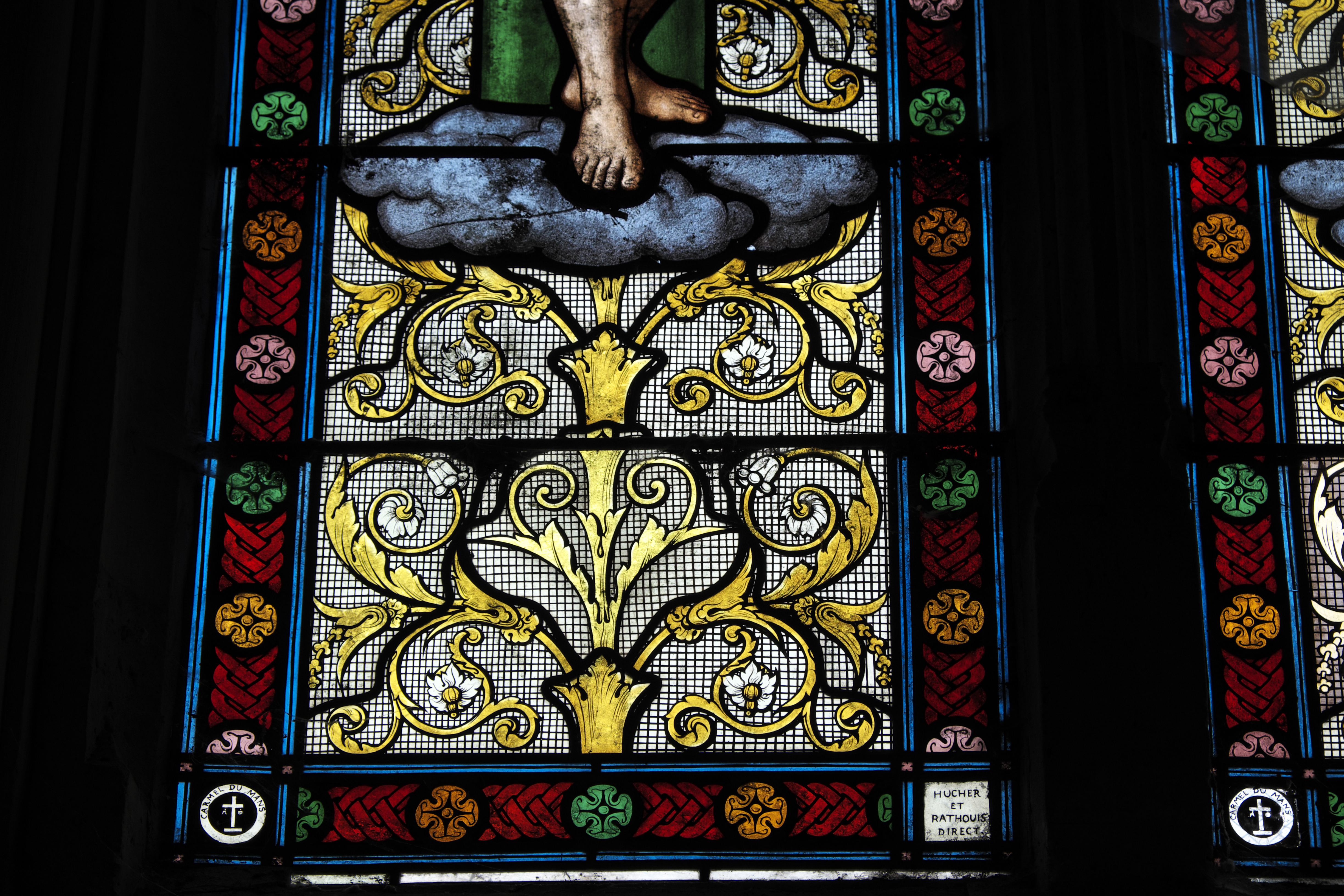
Signature du Carmel du Mans.
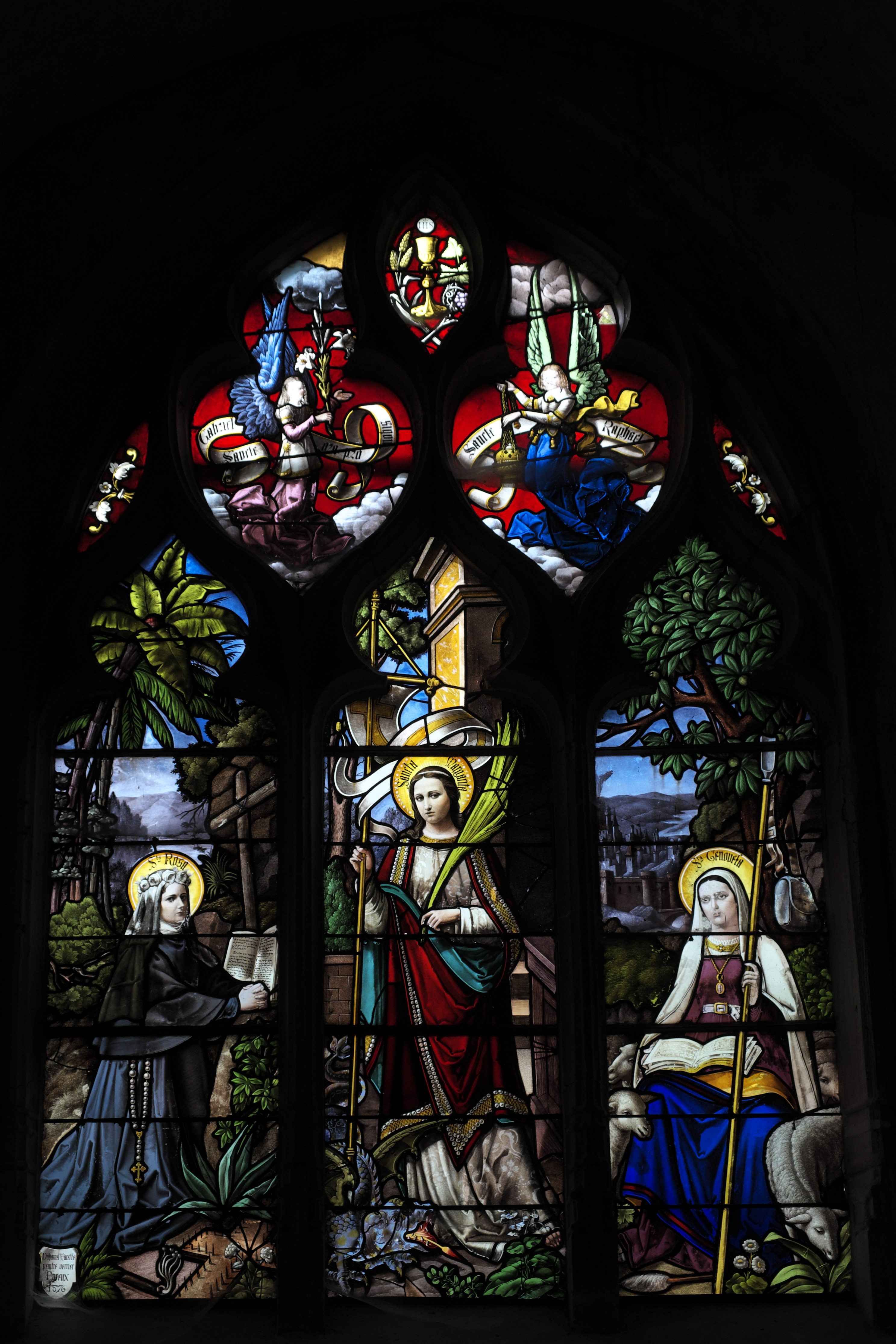
Saintes Rose, Marguerite et Geneviève.
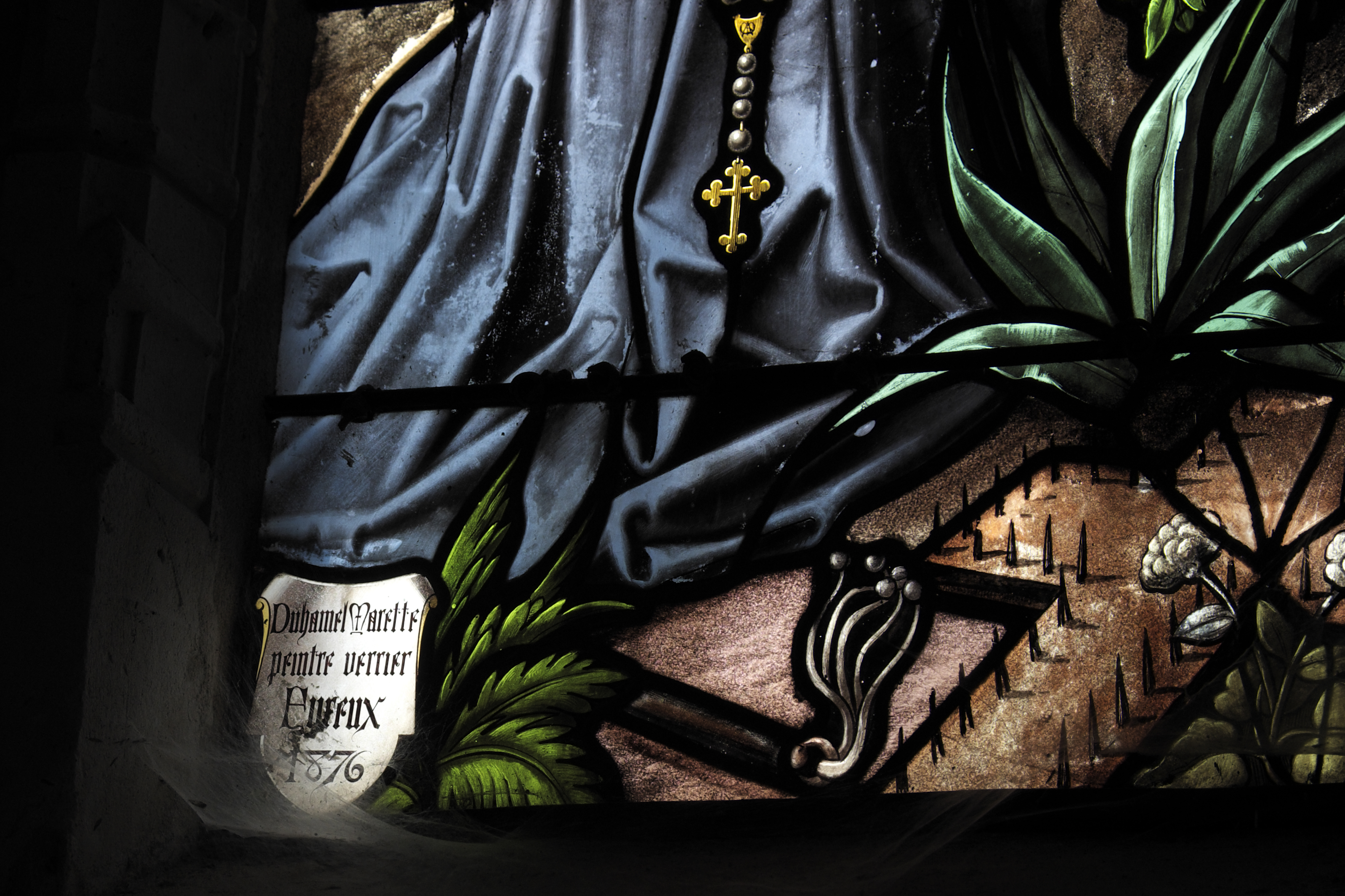
Signature Duhamel-Marette, Évreux 1876.

#### Ancien temple protestant
Désaffecté après la Première Guerre mondiale, il a été transformé en maison individuelle.

#### Sanctuaire gallo-romain
Les vestiges d'un temple gallo-romain sont visibles sur un terrain dont le nom était « pièce de l'église » sur le cadastre.
Classé monument historique en 1986, il était probablement consacré au traitement des maladies des yeux, comme en témoignent de nombreux ex-voto en forme de loup découverts lors de la campagne de fouilles des années 1960.
Dans les années 1980 d'autres fouilles ont permis de mettre au jour les fondations d'un temple plus ancien que celui qui est visible actuellement. De nombreuses fouilles y ont été entreprises mais le site se dégrade en raison de la fréquentation.

Sanctuaire gallo-romain
Plan du site.
Plan du sanctuaire.
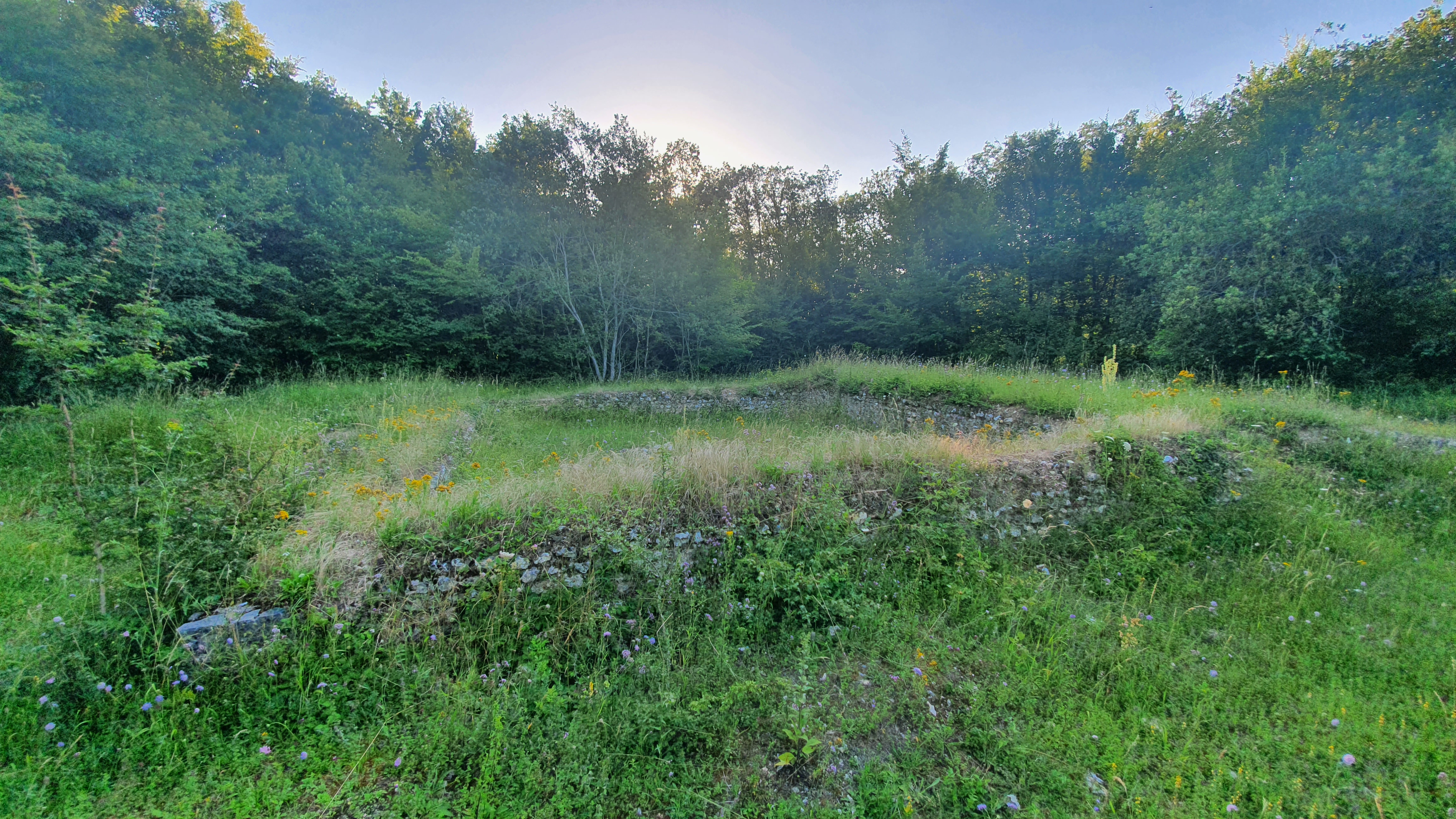
Un fanum du sanctuaire.

#### Ancien château de Bû
Ce château est démoli par les Buxois à la Révolution.

### Patrimoine naturel
Sous l'appellation « forêt de Dreux », a été classée en 2004, comme forêt de protection, la forêt domaniale d'une superficie d'environ 3 917 hectares, s'étendant dans le nord du département d'Eure-et-Loir sur les huit communes d'Abondant, Anet, Boncourt, Bû, Montreuil, Rouvres, Saussay et Sorel-Moussel.

### Héraldique
|  | Les armoiries de Bû se blasonnent ainsi : De sinople à la gerbe d'or et à une faux, une houe et une cognée d'argent emmanchées au naturel et posées en bouquet, le tout lié par un bandeau de gueules dont l'une des extrémités noue un sécateur d'argent pendu par sa bride au manche de la cognée. Couleurs, restituées par Christian Léger, Jean Paul Fernon et Denis Joulain. Adoptées officiellement le 14 octobre 2011[réf. nécessaire]. |

### Personnalités liées à la commune

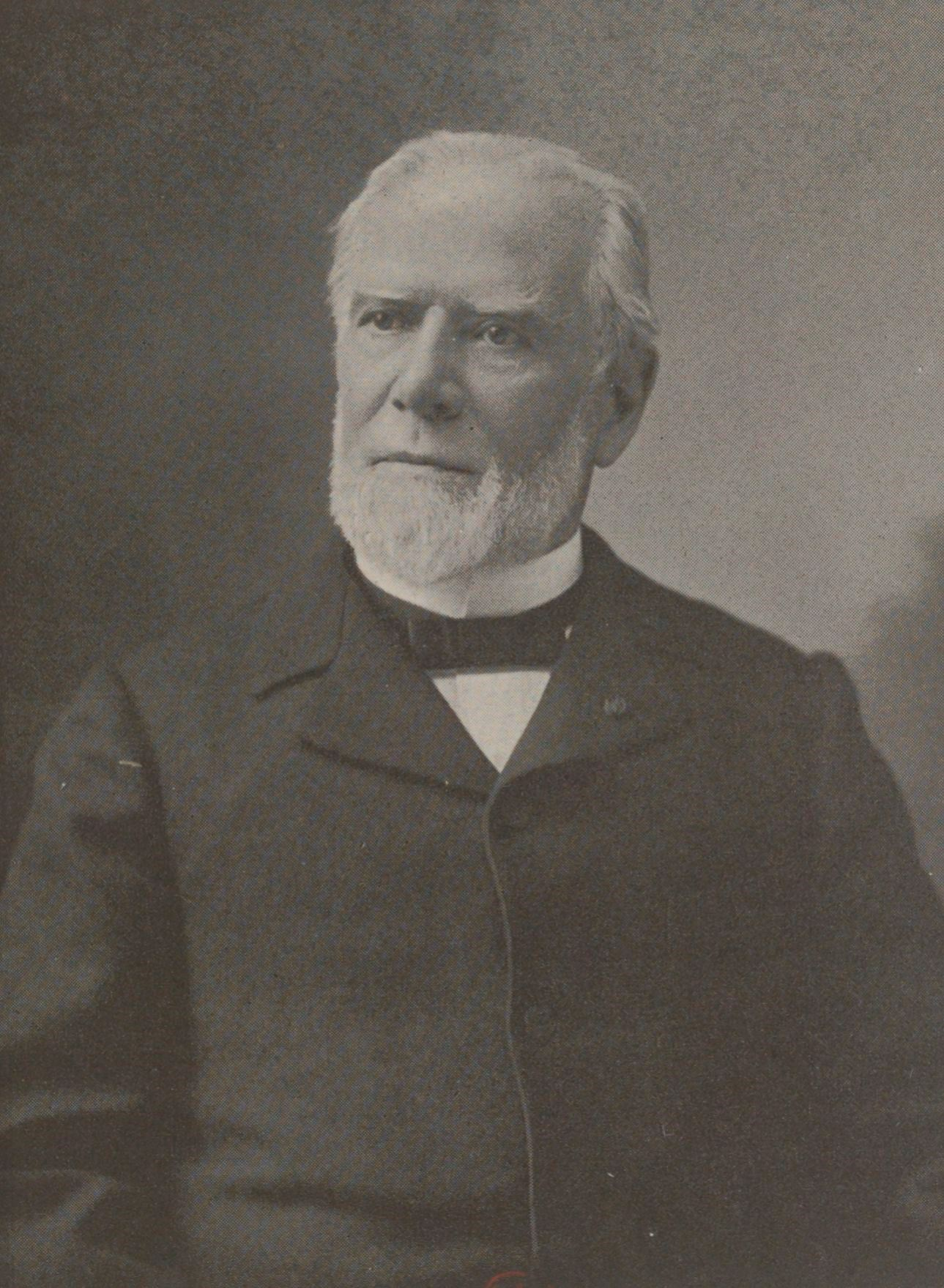
Auguste Vavasseur en 1900.

- Robert Ier de Dreux (1217-1281), premier seigneur de Beu (Bû) ;
- Étienne Claye (1740-?), cultivateur et maire de Bû, député de 1791 à 1792 ;
- Auguste Vavasseur (1823-1905), officier de la Légion d'honneur, officier de l'Instruction publique, né à Bû le 9 juin 1823. Avocat à la cour d'appel de Paris, maire du IIe arrondissement, ancien maître des requêtes[32] ;
- Costa-Gavras (1933-), homme de cinéma ;
- Jacques Périlliat, ancien préfet de Région[réf. nécessaire] ;
- Michèle Foison (1942- ), compositrice, pédagogue et cheffe d'orchestre[33]
- Alexandre Carlin (1973-), compositeur et arrangeur.